# Chezelles (Indre i Loira)
Chezelles és un municipi francès, situat al departament de l'Indre i Loira i a la regió de Centre – Vall del Loira. L'any 2007 tenia 142 habitants.

## Demografia

### Població
El 2007 la població de fet de Chezelles era de 142 persones. Hi havia 52 famílies, de les quals 8 eren unipersonals (8 homes vivint sols), 16 parelles sense fills, 24 parelles amb fills i 4 famílies monoparentals amb fills.
La població ha evolucionat segons el següent gràfic:
Habitants censats

### Habitatges
El 2007 hi havia 83 habitatges, 51 eren l'habitatge principal de la família, 25 eren segones residències i 7 estaven desocupats. 81 eren cases i 2 eren apartaments. Dels 51 habitatges principals, 41 estaven ocupats pels seus propietaris, 9 estaven llogats i ocupats pels llogaters i 1 estava cedit a títol gratuït; 4 tenien dues cambres, 8 en tenien tres, 17 en tenien quatre i 21 en tenien cinc o més. 44 habitatges disposaven pel capbaix d'una plaça de pàrquing. A 21 habitatges hi havia un automòbil i a 27 n'hi havia dos o més.

### Piràmide de població
La piràmide de població per edats i sexe el 2009 era:
| Homes | Edats   | Dones |
| ----- | ------- | ----- |
| 0     | 95 o +  | 0     |
| 0     | 90 a 94 | 0     |
| 0     | 85 a 89 | 4     |
| 4     | 80 a 84 | 0     |
| 0     | 75 a 79 | 0     |
| 4     | 70 a 74 | 0     |
| 0     | 65 a 69 | 8     |
| 8     | 60 a 64 | 4     |
| 4     | 55 a 59 | 12    |
| 0     | 50 a 54 | 0     |
| 8     | 45 a 49 | 4     |
| 8     | 40 a 44 | 4     |
| 0     | 35 a 39 | 8     |
| 4     | 30 a 34 | 8     |
| 4     | 25 a 29 | 0     |
| 0     | 20 a 24 | 0     |
| 0     | 15 a 19 | 8     |
| 0     | 10 a 14 | 8     |
| 4     | 5 a 9   | 4     |
| 4     | 0 a 4   | 4     |

## Economia
El 2007 la població en edat de treballar era de 83 persones, 67 eren actives i 16 eren inactives. De les 67 persones actives 65 estaven ocupades (38 homes i 27 dones) i 2 estaven aturades (2 dones i 2 dones). De les 16 persones inactives 5 estaven jubilades, 6 estaven estudiant i 5 estaven classificades com a «altres inactius».

### Ingressos
El 2009 a Chezelles hi havia 50 unitats fiscals que integraven 120 persones, la mediana anual d'ingressos fiscals per persona era de 15.681 €.

### Activitats econòmiques
Dels 4 establiments que hi havia el 2007, 1 era d'una empresa immobiliària, 1 d'una empresa de serveis i 2 d'empreses classificades com a «altres activitats de serveis».
L'any 2000 a Chezelles hi havia 19 explotacions agrícoles que ocupaven un total de 536 hectàrees.

## Poblacions més properes
El següent diagrama mostra les poblacions més properes.